# Barthold Lundén
James Barthold Lundén, född 20 december 1878 i Fässbergs församling, Göteborgs och Bohus län, död 17 april 1933 i Rebbelberga församling, Kristianstads län, var en svensk kemiingenjör, musiker och aktivist.

## Biografi
Lundén var son till kyrkoherden och politikern Peter Lundén och Emilia Kullgren, som tillsammans hade åtta söner. Han utexaminerades som kemiingenjör från Chalmers tekniska läroanstalt 1899. Under en tid arbetade han som civilingenjör vid sockerfabriker i Sverige och Tyskland, men slutade 1902 sin tjänst i Tyskland för att under sex år utbilda sig  till violinist i Stockholm, Brüssel och Berlin. Därefter anställdes han 1908 som altviolinist i Göteborgs Symfoniorkester där han verkade  fram till 1920. Samtidigt var han musikrecensent 1909–1923 i Göteborgs Aftonblad och fungerade som medhjälpare till redaktör Willy Grebst som 1913 startat skandaltidningen Vidi. Lundén tog sedan över tidningen som chefredaktör när Grebst gick bort i förtid 1920 och drev den fram till nyåret 1931/1932. År 1923 grundade han, tillsammans med Sigurd Furugård Svenska antisemitiska föreningen, Sveriges första politiska organisation som använde hakkorset som symbol. Organisationen sammanställde bland annat listor över judar i Göteborg, räknade Herman Göring bland sina medlemmar och blev en viktig plantskola för den framväxande nazismen. Lundén var mycket kulturkonservativ och kritiserade bland annat Göteborgs konstmuseums inköp av modern konst. I Vidi drev han också kampanj gentemot homosexualitet och wallraffade för att avslöja homosexuella grupperingar och män som köpte sex av män. Vid hundraårsjubileet av Richard Wagners födelse 1913 översatte och gav han ut ett antal av hans noveller och uppsatser och 1922 publicerade han  framtidsvisionen Den yttersta dagen. Lundén är gravsatt på Västra kyrkogården i Göteborg.